# Willem van Stratum
Willem van Stratum was burgemeester van Eindhoven van 1 mei 1673 tot 30 april 1674.
hij deelde het burgemeesterschap met Simon van der Waerden. Ze waren verkozen voor het belastingsjaar 1673-1674 maar weigerden de eed af te leggen voor de schepenen vooraleer ze de autorisatie van de Drossaard van Cranendonck konden nakijken die de schepenen de autorisatie zou geven deze eedaflegging af te nemen. In 1673 dienden ze voor het gerecht zich te verantwoorden voor de weigering van het afleggen van de ambtseed en het betalen van ordonnanties. Ondanks de moeizame start hebben ze dat jaar wel het burgemeesterschap uitgevoerd.
In het belastingsjaar 1679-1680 oefende Van Stratum een tweede maal het ambt uit, ditmaal samen met Hendrick van der Boomen.